# Uzakia unica
Genre
Synonymes
- Anaua Forster, 1970 nec Stål, 1878

Espèce
Synonymes
- Anaua unica Forster, 1970

Uzakia unica, unique représentant du genre Uzakia, est une espèce d'araignées aranéomorphes de la famille des Cycloctenidae.

## Distribution
Cette espèce est endémique de Nouvelle-Zélande.

## Publications originales
- Forster, 1970 : The spiders of New Zealand. Part III. Otago Museum Bulletin, vol. 3, p. 1-184.
- Koçak & Kemal, 2008 : New synonyms and replacement names in the genus group taxa of Araneida. Centre for Entomological Studies Miscellaneous Papers, n. 139-140, p. 1-4 (texte intégral).